# 嵐芳三郎 (5代目)
五代目嵐芳三郎（ごだいめ あらし よしさぶろう、1907年（明治40年）4月17日 - 1977年（昭和52年）11月14日）は、歌舞伎役者・俳優。俳名は橘丈。屋号は豊島屋。本名は寺田勝次。
曾祖父は二代目嵐璃珏。四代目嵐芳三郎の子。

## 来歴・人物
東京の上野の生まれ、本郷元町尋常小学校卒業。1914年に三代目嵐市太郎の名で本郷座で初舞台。五代目市川鬼丸（後の三代目尾上多賀之丞）の部屋子になり、1921年に市村座に参加。1927年6月に五代目嵐芳三郎を襲名。1944年に前進座に参加。女形、二枚目を得意とし晩年は老け役に徹した。
1954年に文部省芸術祭奨励賞受賞。
墓所は台東区一乗寺にある。戒名は「前勝院技能日芳居士」。
長男が六代目嵐芳三郎、次男が嵐圭史、四男が声優の麦人、長女が女優の寺田路恵、次女がシャンソン歌手の広瀬節子。孫に六代目河原崎國太郎。